# Ab-e Gandu
Ab-e Gandu (perski: ابگندو) – wieś w południowym Iranie, w ostanie Fars. W 2006 roku miejscowość liczyła 101 osób w 26 rodzinach.